# فريدي سكوت
فريدي سكوت (بالإنجليزية: Freddie Scott)‏ (6 أكتوبر 1916 في المملكة المتحدة - 1 سبتمبر 1995 بنوتنغهام في المملكة المتحدة) هو لاعب كرة قدم بريطاني (وحمل سابقاً جنسية المملكة المتحدة لبريطانيا العظمى وأيرلندا) في مركز الهجوم. لعب مع بولتون واندررز ونادي يورك سيتي ونوتينغهام فورست وWashington F.C. ‏ ونادي برادفورد بارك أفنيو.